# トゥルヌワ・ドゥ・パリ
トゥルヌワ・ドゥ・パリ（仏 : Tournoi de Paris, 英 : Tournament of Paris）は、毎年夏のプレシーズンに行なわれている親善サッカー大会である。1975年大会以降はフランスのパリ・サンジェルマンFCが主催し、そのホームスタジアムであるパルク・デ・プランスで開催される。

## 概要
1957年から1976年までは秋春制のシーズン終了後に行なわれ、1977年以降はシーズン開幕前に行なわれている。通常は大会中に7月か8月の2日間もしくは3日間に計4試合が行なわれる。プレシーズンの親善大会であるため、概してシーズン中よりも真剣味の薄い試合となるが、新シーズンに向けた各チームの出来を図る目安となる。AFCアヤックス（オランダ）が主催するアムステルダム・トーナメントや、アーセナルFC（イングランド）が主催するエミレーツ・カップと並び、ヨーロッパでもっとも権威ある親善サッカー大会のひとつである。有料テレビ局のCanal+が放映している。
2チームで行なわれた2012年大会を除き、大会は主催クラブを含めた4チームで行なわれている。RSCアンデルレヒト（ベルギー）、レッドスター・ベオグラード（セルビア）、SLベンフィカ（ポルトガル）、 オリンピック・マルセイユ（フランス）、ACスパルタ・プラハ（チェコ）、フェイエノールト（オランダ）、バレンシアCF（スペイン）、サントスFC（ブラジル）など、ヨーロッパや南米各国の強豪クラブを招いているほか、ルーマニア代表やU-23ブラジル代表など各国代表チームを招いたこともある。最多優勝チームは大会を主催するパリ・サンジェルマン（7回）である。主催クラブを除けば、アンデルレヒト（3回）が最も多く優勝している。
第1回大会は1957年に開催され、決勝ではCRヴァスコ・ダ・ガマ（ブラジル）がヨーロッパ王者のレアル・マドリード（スペイン）を4-3で下して優勝した。レアル・マドリードは第1回UEFAチャンピオンズカップ（決勝は1956年6月13日）と第1回インターコンチネンタルカップ（1960年）をともに制しているが、この期間中にヨーロッパ外のクラブから喫した唯一の敗北がヴァスコ・ダ・ガマ戦であった点で、トゥルヌワ・ド・パリは重要な意味を持っている。

## 歴史

### RCFパリの主催時代
1957年から1993年にかけての大会は、主催クラブに加えて3チームを招待し、パルク・デ・プランスで2日間にかけて行なわれた。1957年から1966年まではRCFパリが主催クラブであり、1957年の第1回大会はRCFパリの創設25周年を記念して7月11日から7月14日にかけて行なわれた。第1回大会にはRCFパリの他に、ロートヴァイス・エッセン（西ドイツ）、CRヴァスコ・ダ・ガマ（ブラジル）、レアル・マドリード（スペイン、当時のヨーロッパ王者）が参加し、決勝でレアル・マドリードを破ったヴァスコ・ダ・ガマが優勝した。1966年、RCFパリは財政難のためにディヴィジョン・ドゥ（2部）降格となり、1967年から1972年は大会自体が開催されなかった。

### パリFCの主催時代
パリ市の尽力によって、1969年にパリFCが創設され、1970年にはディヴィジョン・アン（1部）に昇格した。パリFCとCSスダンとの合併話は破談となったが、パリFCはスタッド・サン＝ジェルマンと合併してパリ・サンジェルマンFCが誕生した。パリ・サンジェルマン創設後もパリFCは存続したが、1972年、パリ市内に本拠地を置かないクラブへの支援を拒否したパリ市長から圧力がかかり、両クラブは完全に別の道を歩み始めた。パリFCはディヴィジョン・アンの地位を維持し、全選手とプロ契約を交わしたが、パリ・サンジェルマンは3部リーグに降格し、全選手がアマチュア契約となった。1973年夏にはパリFCの主催で1973年大会が行なわれたが、パリFCが同大会を主催したのは一度きりである。

### パリ・サンジェルマンの主催時代
1974年夏にはパリFCがディヴィジョン・ドゥ降格となった一方で、パリ・サンジェルマンがディヴィジョン・アンに昇格した。1974年は大会が行なわれなかったが、1975年にはパリ・サンジェルマンが大会を主催し、バレンシアCF（スペイン）、フルミネンセFC（ブラジル）、スポルティング・クルーベ・デ・ポルトゥガル（ポルトガル）が招待された。決勝でパリ・サンジェルマンを破ったバレンシアが優勝した。
1993年大会決勝ではパリ・サンジェルマンがAJオセール（フランス）を破って優勝した。しかし、パリ・サンジェルマンの新株主であるCanal+は、財政難を理由に1994年以降の大会中止を決定した。パリ・サンジェルマンは初優勝した1980年大会から1993年大会までに7回優勝し、アンデルレヒト（1964年大会から1977年大会までに3回優勝）を上回って最多優勝クラブとなっていた。

#### 2010年の大会復活後
2009年12月24日、パリ・サンジェルマンのRobin Leproux会長はクラブ創設40周年となる2010年に大会を復活させる構想を明らかにした。成績向上とメディア露出のために1500万ユーロから2000万ユーロが注ぎこまれる。2010年5月3日、7月に2010年大会を行なうことが決定した。フランスで最も権威ある親善サッカー大会が17年ぶりにパルク・デ・プランスに戻ってくることとなり、1957年の第1回大会から数えて30回目の節目の大会となった。2010年大会は、FCジロンダン・ボルドー（フランス）、FCポルト（ポルトガル）、ASローマ（イタリア、当初の予定のユヴェントスFCから変更になった）を招き、7月31日から8月1日にかけて行なわれた。この大会でパリ・サンジェルマンはクラブ公式アンセムと公式マスコットをお披露目した。サポーターからの提案により「Go West」（ペット・ショップ・ボーイズなど）の歌詞が書き直され、パルク・デ・プランスで毎試合のキックオフ前に流れる公式アンセムとしてリリースされた。また、「Germain」という名前のマスコット（ヤマネコ）が披露された。1日目の第1試合ではボルドーがローマと引き分け、第2試合ではパリ・サンジェルマンがサミー・トラオレの得点でポルトを1-0で下した。パリ・サンジェルマンとローマが対戦した2日目の第1試合では、パリ・サンジェルマンのギョーム・オアロがロスタイムに得点して引き分けに持ち込み、同年夏のプレシーズンを無敗で終えた。しかし、ローマの選手たちは試合終了間際の得点に怒り、フランス人のステファン・ラノワ主審を包囲。ローマのクラウディオ・ラニエリ監督はピッチ内に足を踏み入れ、オアロの得点時にはすでにロスタイムが規定時間以上経過していたと主張した。ボルドー対ポルト戦では、ボルドーのミカエル・シアニが直接フリーキックで得点して逆転勝利。勝ち点4でパリ・サンジェルマンと並んだが、総得点数でパリ・サンジェルマンを上回ったボルドーの大会優勝が決定した。

## 歴代大会結果
| 1957                         | ヴァスコ・ダ・ガマ   | レアル・マドリード     | RCFパリ              | エッセン             |
| 1958                         | RCFパリ              | ボルトン               | フラメンゴ           | ウーイペシュト       |
| 1959                         | RCFパリ              | デュッセルドルフ       | ヴァスコ・ダ・ガマ   | ミラン               |
| 1960                         | サントス             | RCFパリ                | CSKAソフィア         | スタッド・ランス     |
| 1961                         | サントス             | ベンフィカ             | アンデルレヒト       | RCFパリ              |
| 1962                         | レッドスター         | ラピード・ウィーン     | RCFパリ              | サントス             |
| 1963                         | ボタフォゴ           | RCFパリ                | アンデルレヒト       | ウーイペシュト       |
| 1964                         | アンデルレヒト       | ドルトムント           | スタッド・ランス     | サントス             |
| 1965                         | スパルタ・プラハ     | レンヌ                 | アンデルレヒト       | RCFパリ              |
| 1966                         | アンデルレヒト       | RCFパリ                | スパルタ・プラハ     | ヴァスコ・ダ・ガマ   |
| 1967年から1972年は開催されず |                      |                        |                      |                      |
| 1973                         | フェイエノールト     | バイエルン             | パリFC               | マルセイユ           |
| 1974年は開催されず           |                      |                        |                      |                      |
| 1975                         | バレンシア           | パリ・サンジェルマン   | フルミネンセ         | スポルティングCP     |
| 1976                         | フルミネンセ         | EU選抜                 | U-23ブラジル代表     | パリ・サンジェルマン |
| 1977                         | アンデルレヒト       | フェレンツヴァーロシュ | パリ・サンジェルマン | ヴァスコ・ダ・ガマ   |
| 1978                         | オランダ代表         | クラブ・ブルッヘ       | パリ・サンジェルマン | イラン代表           |
| 1979                         | ベンフィカ           | レッドスター           | パリ・サンジェルマン | U-23ブラジル代表     |
| 1980                         | パリ・サンジェルマン | スタンダール           | ベンフィカ           | アヤックス           |
| 1981                         | パリ・サンジェルマン | フランクフルト         | ヴァスコ・ダ・ガマ   | サンテティエンヌ     |
| 1982                         | アトレチコ・ミネイロ | ディナモ・ザグレブ     | パリ・サンジェルマン | ケルン               |
| 1983                         | ルーマニア代表       | パリ・サンジェルマン   | ボタフォゴ           | マッカビ・ネタニヤ   |
| 1984                         | パリ・サンジェルマン | ハイデュク・スプリト   | セルヴェッテ         | ボタフォゴ           |
| 1985                         | ワレヘム             | パリ・サンジェルマン   | ケルン               | サンテティエンヌ     |
| 1986                         | パリ・サンジェルマン | スポルティングCP       | サンテティエンヌ     | ステアウア           |
| 1987                         | フルミネンセ         | ボルドー               | ディナモ・ザグレブ   | パリ・サンジェルマン |
| 1988                         | モンペリエ           | パリ・サンジェルマン   | パルチザン           | セルヴェッテ         |
| 1989                         | パリ・サンジェルマン | モンペリエ             | ヴァスコ・ダ・ガマ   | ポルト               |
| 1990年は開催されず           |                      |                        |                      |                      |
| 1991                         | マルセイユ           | フラメンゴ             | パリ・サンジェルマン | スポルティングCP     |
| 1992                         | パリ・サンジェルマン | モナコ                 | ドルトムント         | リヴァプール         |
| 1993                         | パリ・サンジェルマン | オセール               | フランクフルト       | フルミネンセ         |
| 1994年から2009年は開催されず |                      |                        |                      |                      |
| 2010                         | ボルドー             | パリ・サンジェルマン   | ローマ               | ポルト               |
| 2011年は開催されず           |                      |                        |                      |                      |
| 2012                         | バルセロナ           | パリ・サンジェルマン   | なし(2クラブ制)      | なし(2クラブ制)      |

## クラブ別優勝回数
2012年大会終了時点
| クラブ                     | 優勝 回数 | 優勝年                                   | 準優勝 回数 | 準優勝年                           |
| -------------------------- | --------- | ---------------------------------------- | ----------- | ---------------------------------- |
| パリ・サンジェルマンFC     | 7         | 1980, 1981, 1984, 1986, 1989, 1992, 1993 | 6           | 1975, 1983, 1985, 1988, 2010, 2012 |
| RSCアンデルレヒト          | 3         | 1964, 1966, 1977                         | 0           |                                    |
| RCFパリ                    | 2         | 1958, 1959                               | 3           | 1960, 1963, 1966                   |
| サントスFC                 | 2         | 1960, 1961                               | 0           |                                    |
| フルミネンセFC             | 2         | 1976, 1987                               | 0           |                                    |
| レッドスター・ベオグラード | 1         | 1962                                     | 1           | 1979                               |
| SLベンフィカ               | 1         | 1979                                     | 1           | 1961                               |
| モンペリエHSC              | 1         | 1988                                     | 1           | 1989                               |
| CRヴァスコ・ダ・ガマ       | 1         | 1957                                     | 0           |                                    |
| ボタフォゴFR               | 1         | 1963                                     | 0           |                                    |
| ACスパルタ・プラハ         | 1         | 1965                                     | 0           |                                    |
| フェイエノールト           | 1         | 1973                                     | 0           |                                    |
| バレンシアCF               | 1         | 1975                                     | 0           |                                    |
| オランダ代表               | 1         | 1978                                     | 0           |                                    |
| アトレチコ・ミネイロ       | 1         | 1982                                     | 0           |                                    |
| ルーマニア代表             | 1         | 1983                                     | 0           |                                    |
| KSVワレヘム                | 1         | 1985                                     | 0           |                                    |
| オリンピック・マルセイユ   | 1         | 1991                                     | 0           |                                    |
| FCジロンダン・ボルドー     | 1         | 2010                                     | 0           |                                    |
| FCバルセロナ               | 1         | 2012                                     | 0           |                                    |